# Latent värme
Latent värme,även kallat latent energi eller omvandlingsvärme är ett gemensamt namn för smältvärme och ångbildningsvärme. Smältvärme är den energi som krävs för att ett ämne i fast form, till exempel is och snö, övergår till flytande vatten, och ångbildningsvärme är den energi som krävs när en vätska, till exempel vatten, förångas och övergår i gasform.
Latent värme kan förstås som energi i dold form som tillförs eller utvinns för att ändra ett ämnes tillstånd utan att ändra dess temperatur. Exempel är latent smältvärme och latent förångningsvärme involverade i fasförändringar, det vill säga ett ämne som kondenserar eller förångas vid en specificerad temperatur och tryck.
Termen introducerades omkring 1762 av den skotske kemisten Joseph Black. Det härstammar från latinets latere (att ligga gömd). Black använde termen i samband med kalorimetri där en värmeöverföring orsakade en volymförändring i en kropp medan dess temperatur var konstant.
I motsats till latent värme är kännbar värme (engelska: sensible heat) energi som överförs som värme, med en resulterande temperaturförändring i en kropp. Den latenta värmen är en viktig komponent i strålningsbalansen.

## Användning

Graf över vattnets faser vid uppvärmning från - 100 till +200° C - den streckade linjen anger till exempel att smältning och värmning av 1 kg is vid -50° C till vatten vid 40° C kräver 600 kJ.

Termerna "kännbar värme" och "latent värme" avser energi som överförs mellan en kropp och dess omgivning, definierad av förekomsten av eller utebliven temperaturförändring, som beror på kroppens egenskaper. "Kännbar värme" "avkänns" eller känns i en process som en förändring av kroppens temperatur. "Latent värme" är energi som överförs i en process utan förändring av kroppens temperatur, till exempel i en fasförändring (fast/vätska/gas).
Både kännbart och latent värme observeras i många processer för överföring av energi i naturen. Latent värme är förknippad med fasförändring av atmosfäriskt vatten eller havsvatten, förångning, kondensation, frysning eller smältning, medan kännbar värme är energi som uppenbart överförs vid förändring av temperaturen i atmosfären eller havet eller isen utan dessa fasförändringar, även om det är förknippat med förändringar av tryck och volym.
Den ursprungliga användningen av termen, som introducerades av Black, tillämpades på system som avsiktligt hölls vid konstant temperatur. Sådan användning avser latent expansionsvärme och flera andra relaterade latenta värmen. Dessa latenta värmen definieras oberoende av termodynamikens konceptuella ramverk.
När en kropp värms upp vid konstant temperatur genom termisk strålning i ett mikrovågsfält, till exempel, kan den expandera med en mängd som beskrivs av dess latenta värme med avseende på volym eller latent expansionsvärme, eller öka dess tryck med en mängd som beskrivs av dess latenta värme med avseende på tryck. Latent värme är energi som frigörs eller absorberas, av en kropp eller ett termodynamiskt system, under en process med konstant temperatur. Två vanliga former av latent värme är latent fusionsvärme (smältning) och latent förångningsvärme (kokning). Dessa namn beskriver riktningen för energiflödet när man byter från en fas till en annan: från fast till flytande och flytande till gas.
I båda fallen är förändringen endoterm, vilket innebär att systemet absorberar energi. Till exempel, när vatten avdunstar, krävs energi för att vattenmolekylerna ska övervinna attraktionskrafterna mellan dem, då övergången från vatten till ånga kräver tillförsel av energi.
Om ångan sedan kondenserar till en vätska på en yta, frigörs ångans latenta energi som absorberats under avdunstningen som vätskans kännbara värme på ytan.
Det stora värdet av entalpin för kondensering av vattenånga är anledningen till att ånga är ett mycket effektivare värmemedium än kokande vatten och är mer farlig. 

### Meteorologi
Inom meteorologin är latent värmeflöde flödet av energi från jordens yta till atmosfären som är förknippad med avdunstning eller transpiration av vatten vid ytan, så kallad evapotranspiration, och efterföljande kondensation av vattenånga i troposfären. Det är en viktig del av jordens energibudget för jordytan. Latent värmeflöde har vanligen mätts med Bowen ratio-tekniken, eller mer nyligen sedan mitten av 1900-talet med virvelkovariansmetoden.

## Historik
Det engelska ordet latent kommer från latinets latēns, som betyder att ligga gömt. Termen latent värme introducerades i kalorimetri runt 1750 av Josef Black— på uppdrag av producenter av skotsk whisky på jakt efter idealisk mängd av bränsle och vatten för deras destillationsprocess - för att studera systemförändringar, såsom volym och tryck, när det termodynamiska systemet hölls vid konstant temperatur i ett termiskt bad. Black skulle jämföra temperaturförändringen hos två identiska kvantiteter vatten, uppvärmda med identiska medel, varav den ena, säg, smältes från is, medan den andra värmdes från endast kallt flytande tillstånd. Genom att jämföra de resulterande temperaturerna kunde han dra slutsatsen att till exempel temperaturen på provet som smälts från is var 140° F lägre än det andra provet, så smältning av isen absorberade 140 "grader av värme" som inte kunde mätas av termometer, men behövde levereras, så den var "latent" (dold).
Senare karakteriserade James Prescott Joule latent energi som interaktionsenergin i en given konfiguration av partiklar, det vill säga en form av potentiell energi, och den mätbara värmen som en energi som angavs av termometern, relaterat den senare till termisk energi. 

## Specifik latent värme
Specifik latent värme (L) uttrycker mängden energi i form av värme (Q) som krävs för att fullständigt åstadkomma en fasförändring av en massenhet (m), vanligtvis 1 kg, av ett ämne som en intensiv egenskap:
{\displaystyle L={\frac {Q}{m}}.}
Intensiva egenskaper är materialegenskaper och är inte beroende av storleken eller omfattningen av provet. Vanligtvis citerade och tabellerade i litteraturen är det specifika latenta smältvärmet och det specifika latenta förångningsvärmet för många ämnen.
Från denna definition beräknas den latenta värmen för en given massa av ett ämne med
{\displaystyle Q={m}{L}}
där:
Q är mängden energi som frigörs eller absorberas under ämnets fasbyte (i kJ eller i BTU),
m är ämnets massa (i kg eller i Lb), och
L är den specifika latenta värmen för en angiven substans (kJ kg−1 eller i BTU lb−1), antingen Lf för kondensation, eller Lv för förångning.

## Variation med temperatur (eller tryck)

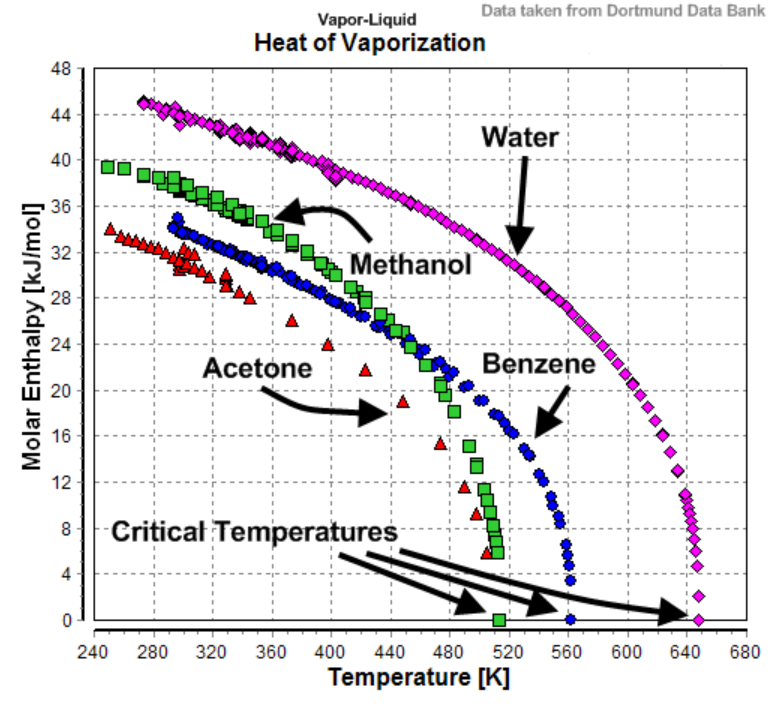
Temperaturberoende av förångningsvärmen för vatten, metanol, bensen och aceton.

När temperaturen eller trycket stiger till den kritiska punkten sjunker det latenta förångningsvärmet till noll.